# Thomas Ebers

Thomas Ebers 2022 (Foto: Wolfgang Weßling)

Thomas Ebers (* 16. März 1964 in Nordhorn) studierte Philosophie, Soziologie und vergleichende Religionswissenschaft in Bonn. Er ist als Fachbuchautor, Referent und Verleger tätig. Thomas Ebers lebt in Bonn.

## Biographie
Von 1974 bis 1983 besuchte Ebers das Gymnasium Nordhorn und legte dort das Abitur ab. Nach dem Zivildienst begann er ein Studium der Philosophie, Soziologie und vergleichenden Religionswissenschaft an der Rheinischen Friedrich-Wilhelms-Universität Bonn. 2009 wurde er dort mit der Dissertation Schreckliche Freiheit und Verantwortung zum Dr. phil. promoviert.
Neben seiner Tätigkeit in der empirischen Forschung zu den Themen Wertewandel, Berufsforschung, Kinder- und Jugendsoziologie, gründete er 2000 den Philosophischen Fachverlag Schreikönig, war von 2010 bis 2013 Mitglied der Philosophischen Bücherschau Bonn und ist seit 2011 Leiter von 4 2 3 Institut für angewandte Philosophie und Sozialforschung in Bonn.
Von Ende 2021 bis Anfang 2024 kuratierte Thomas Ebers gemeinsam mit Agnieszka Lulinska die Ausstellung Immanuel Kant und die offenen Fragen, die vom 24. November 2023 bis 17. März 2024 in der Bundeskunsthalle Bonn zu sehen war.

## Veröffentlichungen (Auszug)
- zus. mit Markus Melchers: Wie kommen die Bäume in den Wald. Freiburg im Breisgau 2001, ISBN 3-451-27636-4
- zus. mit Markus Melchers: Vom Wert der Wertedebatte. Freiburg im Breisgau 2002, ISBN 3-451-27924-X
- zus. mit Markus Melchers: Praktisches Philosophieren mit Kindern. Münster 2005, ISBN 3-8258-8479-1
- zus. mit Markus Melchers, Andreas Michel-Andino: Dialog als Lebensform. Festschrift für Gerhard Pfafferott. Koblenz 2007, ISBN 978-3-934795-39-6
- zus. mit Markus Melchers, Gudrun Pawelke: WissensWelten Philosophie. München 2008, ISBN 978-3-446-23088-0
- Schreckliche Freiheit und Verantwortung. Münster 2009, ISBN 978-3-8258-1937-8
- zus. mit Markus Melchers: Wertgefechte. Eine Klarstellung. Hamburg 2009, ISBN 978-3-939519-63-8
- Geländerbefreite Kunst. Informelle Kunst und ihre Bedeutung für das Hier und Jetzt; in: Geste. Informel. Privat. Werke aus einer Privatsammlung (1952–1964); herausgegeben von Susanne Kleine; Köln 2020. ISBN 978-3-86832-594-2
- Philosophy and Cultural Heritage. An Approach to Philosophy in Museal Contexts. Monograma. Revista Iberoamericana de Cultura y Pensamiento, n.º 10, pp. 55–75. Madrid 2022 doi: 10.36008/monograma.2022.10.0353.
- zus. mit Antje Herzog: Immanuel Kant und die offenen Fragen. Eine Bilderreise, Herausgeber: Kunst- und Ausstellungshalle der Bundesrepublik Deutschland, Wienand Verlag 2023. ISBN 978-3-86832-785-4
- Kant und die offenen Fragen. Ein Interview mit Thomas Ebers, Kurator der Ausstellung „immanuel Kant und die offenen Fragen“ in der Bundeskunsthalle in Bonn; in: geschichte für heute. zeitschrift für historisch-politische bildung. Zeitschrift des Verbandes für Geschichtslehrerinnen und -lehrer Dutschlands, 17. Jahrgangg, 2024/3, S. 5–16 (https://doi.org/10.46499/2348.3102)